# Notosacantha komiyai
Notosacantha komiyai es una especie de insecto coleóptero de la familia Chrysomelidae.
Fue descrita científicamente en 1996 por Dabrowska & Borowiec.